# Erste Liga 2024-25
Erste Liga 2024–25 a început pe 13 septembrie 2024. Sponsorul principal al ligii este Erste Bank. Campionii în curs sunt Corona Brașov, care au fost eliminați în semifinale.

## Echipe
| Echipă                 | Oraș                            | Arenă                            | Capacitate |
| ---------------------- | ------------------------------- | -------------------------------- | ---------- |
| Budapesta Akademia HC  | Budapesta                       | Vasas Jégcentrum                 | 1.500      |
| Corona Brașov          | Brașov (Brassó)                 | Patinoarul Olimpic Brașov        | 1.604      |
| SC Miercurea Ciuc      | Miercurea Ciuc (Csíkszereda)    | Patinoarul Lajos Vákár           | 3.500      |
| Debreceni EAC          | Debrecen                        | Patinoarul Debreceni             | 590        |
| Dunaújvárosi Acélbikák | Dunaújváros                     | Patinoarul Dunaújvárosi          | 4.500      |
| DVTK Jegesmedvék       | Miskolc                         | Patinoarul Miskolc               | 2.200      |
| FEHA19                 | Székesfehérvár                  | Patinoarul Ifjabb Ocskay Gábor   | 3.600      |
| Ferencváros            | Budapesta                       | Tüskecsarnok                     | 2.540      |
| ACSH Gheorgheni        | Gheorgheni (Gyergyószentmiklós) | Patinoarul Artificial Gheorgheni | 1.480      |
| Újpest                 | Budapesta                       | Újpesti Jégcsarnok               | 2.000      |

## Regular season
| Loc | Team                     | MJ | V  | VP | ÎP | Î  | GM  | GP  | GG  | Pt | Calificare             |
| --- | ------------------------ | -- | -- | -- | -- | -- | --- | --- | --- | -- | ---------------------- |
| 1   | Budapesta Akademia HC⁠(d) | 36 | 22 | 4  | 4  | 6  | 138 | 91  | +47 | 78 | Calificare în Play-off |
| 2   | ACSH Gheorgheni          | 36 | 24 | 2  | 2  | 8  | 160 | 101 | +59 | 78 | Calificare în Play-off |
| 3   | Debrecen EAC⁠(d)          | 36 | 19 | 4  | 1  | 12 | 144 | 117 | +27 | 66 | Calificare în Play-off |
| 4   | Corona Brașov            | 36 | 17 | 3  | 1  | 15 | 113 | 119 | −6  | 58 | Calificare în Play-off |
| 5   | Ferencváros              | 36 | 14 | 5  | 3  | 14 | 133 | 115 | +18 | 55 | Calificare în Play-off |
| 6   | SC Miercurea Ciuc        | 36 | 13 | 4  | 2  | 17 | 83  | 94  | −11 | 49 | Calificare în Play-off |
| 7   | DVTK Jegesmedvék         | 36 | 12 | 3  | 6  | 15 | 94  | 104 | −10 | 48 | Calificare în Play-off |
| 8   | Újpest                   | 36 | 12 | 2  | 5  | 17 | 100 | 116 | −16 | 45 | Calificare în Play-off |
| 9   | FEHA19                   | 36 | 10 | 4  | 3  | 19 | 82  | 113 | −31 | 41 |                        |
| 10  | Dunaújvárosi Acélbikák   | 36 | 6  | 0  | 4  | 26 | 91  | 168 | −77 | 22 |                        |

## Play-off
|  | Quarter-finals (best-of-7) | Quarter-finals (best-of-7) | Quarter-finals (best-of-7) |                   |   | Semi-finals (best-of-7)  | Semi-finals (best-of-7) | Semi-finals (best-of-7) |  |  | Finals (best-of-7) | Finals (best-of-7) | Finals (best-of-7) |  |
|  |                            |                            |                            |                   |   |                          |                         |                         |  |  |                    |                    |                    |  |
|  | 1                          | Budapesta Akademia HC⁠(d)   | 4                          |                   |   |                          |                         |                         |  |  |                    |                    |                    |  |
|  | 1                          | Budapesta Akademia HC⁠(d)   | 4                          |                   |   |                          |                         |                         |  |  |                    |                    |                    |  |
|  | 8                          | Újpest                     | 1                          |                   |   |                          |                         |                         |  |  |                    |                    |                    |  |
|  | 8                          | Újpest                     | 1                          |                   | 1 | Budapesta Akademia HC⁠(d) | 1                       |                         |  |  |                    |                    |                    |  |
|  |                            |                            |                            |                   | 1 | Budapesta Akademia HC⁠(d) | 1                       |                         |  |  |                    |                    |                    |  |
|  |                            |                            | 6                          | SC Miercurea Ciuc | 4 |                          |                         |                         |  |  |                    |                    |                    |  |
|  | 3                          | Debrecen EAC⁠(d)            | 6                          | SC Miercurea Ciuc | 4 | 1                        |                         |                         |  |  |                    |                    |                    |  |
|  | 3                          | Debrecen EAC⁠(d)            |                            |                   |   |                          |                         |                         |  |  |                    |                    |                    |  |
|  | 6                          | SC Miercurea Ciuc          | 4                          |                   |   |                          |                         |                         |  |  |                    |                    |                    |  |
|  | 6                          | SC Miercurea Ciuc          | 4                          |                   | 2 | ACSH Gheorgheni          | 4                       |                         |  |  |                    |                    |                    |  |
|  |                            |                            |                            |                   |   |                          |                         |                         |  |  |                    |                    |                    |  |
|  |                            |                            | 6                          | SC Miercurea Ciuc | 2 |                          |                         |                         |  |  |                    |                    |                    |  |
|  | 2                          | ACSH Gheorgheni            | 6                          | SC Miercurea Ciuc | 2 | 4                        |                         |                         |  |  |                    |                    |                    |  |
|  | 2                          | ACSH Gheorgheni            |                            |                   |   |                          |                         |                         |  |  |                    |                    |                    |  |
|  | 7                          | DVTK Jegesmedvék           | 1                          |                   |   |                          |                         |                         |  |  |                    |                    |                    |  |
|  | 7                          | DVTK Jegesmedvék           | 1                          |                   | 2 | ACSH Gheorgheni          | 4                       |                         |  |  |                    |                    |                    |  |
|  |                            |                            |                            |                   | 2 | ACSH Gheorgheni          | 4                       |                         |  |  |                    |                    |                    |  |
|  |                            |                            | 4                          | Corona Brașov     | 1 |                          |                         |                         |  |  |                    |                    |                    |  |
|  | 4                          | Corona Brașov              | 4                          | Corona Brașov     | 1 | 4                        |                         |                         |  |  |                    |                    |                    |  |
|  | 4                          | Corona Brașov              |                            |                   |   |                          |                         |                         |  |  |                    |                    |                    |  |
|  | 5                          | Ferencváros TC             | 1                          |                   |   |                          |                         |                         |  |  |                    |                    |                    |  |

### Finală
| 8 Aprilie 2025 19:00 (EEST) | ACSH Gheorgheni | 4−2 (1−1, 1−0, 2−1) scorul din serie: 1−0 | SC Miercurea Ciuc | Patinoarul Artificial Gheorgheni, Gheorgheni, Asistență: 1,250 |

| 9 Aprilie 2025 19:00 (EEST) | ACSH Gheorgheni | 2−1 (1−1, 1−0, 0−0) scorul din serie: 2−0 | SC Miercurea Ciuc | Patinoarul Artificial Gheorgheni, Gheorgheni, Asistență: 1,250 |

| 12 Aprilie 2025 18:30 (EEST) | SC Miercurea Ciuc | 5−2 (3−1, 0−1, 2−0) scorul din serie: 1−2 | ACSH Gheorgheni | Patinoarul Lajos Vákár, Miercurea-Ciuc, Asistență: 1,950 |

| 13 Aprilie 2025 18:30 (EEST) | SC Miercurea Ciuc | 3−2 (0−1, 2−1, 1−0) scorul din serie: 2−2 | ACSH Gheorgheni | Patinoarul Lajos Vákár, Miercurea-Ciuc, Asistență: 1,950 |

| 15 Aprilie 2025 19:00 (EEST) | ACSH Gheorgheni | 3-2 (0−0, 2−0, 1−2) scorul din serie: 3−2 | SC Miercurea Ciuc | Patinoarul Artificial Gheorgheni, Gheorgheni, Asistență: 1,270 |

| 17 Aprilie 2025 18:30 (EEST) | SC Miercurea Ciuc | 1-3 (1−1, 0−1, 0−1) scorul din serie: 2−4 | ACSH Gheorgheni | Patinoarul Lajos Vákár, Miercurea-Ciuc, Asistență: 1,950 |